# District de Lingcheng
Le district de Lingcheng (陵城区 ; pinyin : Língchéng Qū), anciennement xian de Ling (陵县), est un district administratif de la province du Shandong en Chine. Il est placé sous la juridiction de la ville-préfecture de Dezhou.

## Démographie
La population du district était de 537 785 habitants en 1999.